# Calamagrostis
Genre
Calamagrostis est un genre végétal de la famille des Poaceae.

## Liste d'espèces
Selon World Checklist of Selected Plant Families (WCSP) (16 avr. 2012) :
- Calamagrostis abnormis (Hook.f.) U.Shukla (1996)
- Calamagrostis acuminata (Vickery) Govaerts (1999)
- Calamagrostis ×acutiflora (Schrad.) DC. (1815)
- Calamagrostis affinis (M.Gray) Govaerts (1999)
- Calamagrostis ajanensis Kharkev. & Prob. (1983)
- Calamagrostis alajica Litv. (1921)
- Calamagrostis alba (J.Presl) Steud., Nomencl. Bot., ed. 2 (1840)
- Calamagrostis albiflora Vaniot (1904)
- Calamagrostis altaica Tzvelev, Trudy Bot. Inst. Akad. Nauk S.S.S.R. (1968)
- Calamagrostis ampliflora Tovar (1960)
- Calamagrostis ×andrejewii Litv. (1911)
- Calamagrostis angustifolia Kom. (1926)
- Calamagrostis anthoxanthoides (Munro ex Hook.f.) Regel (1880)
- Calamagrostis appressa (Vickery) Govaerts (1999)
- Calamagrostis archboldii C.L.Hitchc. (1936)
- Calamagrostis arundinacea (L.) Roth (1788)
- Calamagrostis atjehensis Ohwi (1947)
- Calamagrostis aurea (Munro ex Wedd.) Hack. ex Sodiro (1889)
- Calamagrostis australis (Moritzi) Buse (1854)
- Calamagrostis austrodensa Govaerts (1999)
- Calamagrostis austroscaberula Govaerts (1999)
- Calamagrostis autumnalis Koidz. (1925)
- Calamagrostis avenoides (Hook.f.) Cockayne (1908)
- Calamagrostis ×badzhalensis Prob. (1983)
- Calamagrostis balkharica P.A.Smirn., Byull. Moskovsk. Obshch. Isp. Prir., Otd. Biol., n.s. (1940)
- Calamagrostis benthamiana (Vickery) Govaerts (1999)
- Calamagrostis ×bihariensis Simonk. (1886)
- Calamagrostis bogotensis (Pilg.) Pilg. (1908)
- Calamagrostis bolanderi Thurb. (1880)
- Calamagrostis boliviensis Hack. (1908)
- Calamagrostis borii Tzvelev, Trudy Bot. Inst. Akad. Nauk S.S.S.R. (1968)
- Calamagrostis boyacensis Swallen & Garc.-Barr. (1943)
- Calamagrostis brachyathera (Stapf) Govaerts (1999)
- Calamagrostis brassii C.L.Hitchc. (1936)
- Calamagrostis breviaristata (Wedd.) Pilg. (1908)
- Calamagrostis brevifolia (J.Presl) Steud., Nomencl. Bot., ed. 2 (1840)
- Calamagrostis breweri Thurb. (1880)
- Calamagrostis cabrerae Parodi (1948)
- Calamagrostis cainii Hitchc. (1934)
- Calamagrostis calderillensis Pilg. (1908)
- Calamagrostis canadensis (Michx.) P.Beauv., Ess. Agrostogr.: 15, 157 (1812)
- Calamagrostis canescens (Weber) Roth (1789)
- Calamagrostis carchiensis Laegaard (1998)
- Calamagrostis carinata (Vickery) Govaerts (1999)
- Calamagrostis caucasica Trin. (1831)
- Calamagrostis cephalantha Pilg. (1908)
- Calamagrostis chalybaea (Laest.) Fr. (1845)
- Calamagrostis chaseae Luces (1953)
- Calamagrostis chilensis Phil. (1858)
- Calamagrostis chrysantha (J.Presl) Steud., Nomencl. Bot., ed. 2 (1840)
- Calamagrostis chrysophylla (Phil.) Govaerts (1999)
- Calamagrostis cleefii Escalona (1988)
- Calamagrostis clipeata Vaniot (1904)
- Calamagrostis coahuilensis P.M.Peterson, Soreng & Valde´s-Reyna (2004)
- Calamagrostis coarctata Eaton, Man. Bot. N. States (1829)
- Calamagrostis conferta (Keng) P.C.Kuo & S.L.Lu (1983)
- Calamagrostis ×conwentzii Ulbr. (1910)
- Calamagrostis cordechii Govaerts (1999)
- Calamagrostis crassiuscula (Vickery) Govaerts (1999)
- Calamagrostis crispa (Rugolo & Villav.) Govaerts (1999)
- Calamagrostis cryptolopha (Wedd.) Hitchc. (1927)
- Calamagrostis curta (Wedd.) Hitchc. (1927)
- Calamagrostis curtoides (Rugolo & Villav.) Govaerts (1999)
- Calamagrostis curvula (Wedd.) Pilg. (1908)
- Calamagrostis cuzcoensis Tovar, Publ. Mus. Hist. Nat. "Javier Prado", Ser. B (1985)
- Calamagrostis ×czerepanovii Husseinov (1988)
- Calamagrostis debilis Hook.f. (1896)
- Calamagrostis decipiens (R.Br.) Govaerts (1999)
- Calamagrostis decora Hook.f. (1896)
- Calamagrostis densiflora (J.Presl) Steud., Nomencl. Bot., ed. 2 (1840)
- Calamagrostis deschampsiiformis C.E.Hubb., Bull. Brit. Mus. (Nat. Hist.) (1981)
- Calamagrostis deschampsioides Trin. (1836)
- Calamagrostis deserticola (Phil.) Phil. (1896)
- Calamagrostis diemii (Rúgolo) Soreng (2003)
- Calamagrostis diffusa (Keng) Keng f., Bull. Bot. Res. (1984)
- Calamagrostis divaricata P.M.Peterson & Soreng (2004)
- Calamagrostis divergens Swallen (1948)
- Calamagrostis dmitrievae Tzvelev (1993)
- Calamagrostis drummondii (Steud.) Govaerts (1999)
- Calamagrostis ecuadoriensis Laegaard (1998)
- Calamagrostis effusa (Kunth) Steud., Nomencl. Bot., ed. 2 (1840)
- Calamagrostis effusiflora (Rendle) P.C.Kuo & S.L.Lu ex J.L.Yang (1988)
- Calamagrostis elatior (Griseb.) A.Camus (1928)
- Calamagrostis eminens (J.Presl) Steud., Nomencl. Bot., ed. 2 (1840)
- Calamagrostis emodensis Griseb. (1868)
- Calamagrostis epigejos (L.) Roth (1788)
- Calamagrostis erectifolia Hitchc. (1937)
- Calamagrostis eriantha (Kunth) Steud. (1854)
- Calamagrostis expansa (Munro ex Hillebr.) Hitchc. (1922)
- Calamagrostis fauriei Hack. (1899)
- Calamagrostis festucoides (Wedd.) ined..
- Calamagrostis fibrovaginata Laegaard (1998)
- Calamagrostis fiebrigii Pilg. (1908)
- Calamagrostis filifolia Merr. (1906)
- Calamagrostis filipes (Keng) P.C.Kuo & S.L.Lu ex J.L.Yang (1988)
- Calamagrostis flaccida Keng f., Bull. Bot. Res. (1984)
- Calamagrostis foliosa Kearney (1898)
- Calamagrostis frigida (Benth.) Maiden & Betche (1916)
- Calamagrostis fulgida Laegaard (1998)
- Calamagrostis fulva (Griseb.) Kuntze (1898)
- Calamagrostis fuscata (J.Presl) Steud., Nomencl. Bot., ed. 2 (1840)
- Calamagrostis gayana (Steud.) Soreng (2003)
- Calamagrostis gigas Takeda (1910)
- Calamagrostis glacialis (Wedd.) Hitchc. (1927)
- Calamagrostis griffithii (Bor) G.Singh (1984)
- Calamagrostis guamanensis Escalona (1988)
- Calamagrostis guatemalensis Hitchc. (1927)
- Calamagrostis gunniana (Nees) Reeder (1950)
- Calamagrostis hackelii Lillo ex Stuck. (1911)
- Calamagrostis hakonensis Franch. & Sav. (1878)
- Calamagrostis ×hartmaniana Fr. (1845)
- Calamagrostis ×haussknechtiana Torges, Mitth. Thüring. Bot. Vereins, n.f. (1895)
- Calamagrostis hedbergii Melderis (1956)
- Calamagrostis henryi (Rendle) P.C.Kuo & S.L.Lu ex J.L.Yang (1988)
- Calamagrostis heterophylla (Wedd.) Pilg. (1908)
- Calamagrostis hieronymi Hack. (1902)
- Calamagrostis hillebrandii (Munro ex Hillebr.) C.L.Hitchc. (1922)
- Calamagrostis hirta (Sodiro ex Mille) Laegaard (1998)
- Calamagrostis holciformis Jaub. & Spach (1851)
- Calamagrostis holmii Lange (1887)
- Calamagrostis howellii Vasey (1881)
- Calamagrostis hupehensis (Rendle) Chase (1936)
- Calamagrostis imbricata (Vickery) Govaerts (1999)
- Calamagrostis inaequalis (Vickery) Govaerts (1999)
- Calamagrostis inexpansa A.Gray (1834)
- Calamagrostis insperata Swallen (1935)
- Calamagrostis intermedia (J.Presl) Steud., Nomencl. Bot., ed. 2 (1840)
- Calamagrostis involuta Swallen (1948)
- Calamagrostis jamesonii Steud. (1854)
- Calamagrostis kalarica Tzvelev (1964)
- Calamagrostis kengii T.F.Wang (1965)
- Calamagrostis killipii Swallen (1948)
- Calamagrostis koelerioides Vasey (1891)
- Calamagrostis kokonorica Keng ex Tzvelev, Trudy Bot. Inst. Akad. Nauk S.S.S.R. (1968)
- Calamagrostis korotkyi Litv. (1922)
- Calamagrostis korshinskyi Litv. (1921)
- Calamagrostis ×kotulae Zapal., Rozpr. Wydz. Mat.-Przyr. Akad. Umiejetn., Dzial B (1904)
- Calamagrostis ×kuznetzovii Tzvelev (1965)
- Calamagrostis lahulensis G.Singh (1984)
- Calamagrostis lapponica (Wahlenb.) Hartm. (1819)
- Calamagrostis lawrencei (Vickery) Govaerts (1999)
- Calamagrostis leiophylla (Wedd.) Hitchc. (1927)
- Calamagrostis leonardii Chase (1927)
- Calamagrostis levipes (Keng) P.C.Kuo & S.L.Lu ex J.L.Yang (1988)
- Calamagrostis licentiana Hand.-Mazz. (1938)
- Calamagrostis ligulata (Kunth) Hitchc. (1927)
- Calamagrostis linifolia Govaerts (1999)
- Calamagrostis llanganatensis Laegaard (1998)
- Calamagrostis longiseta Hack. (1899)
- Calamagrostis macbridei Tovar (1960)
- Calamagrostis macilenta (Griseb.) Litv. (1921)
- Calamagrostis macrophylla (Pilg.) Pilg. (1908)
- Calamagrostis malamalensis Hack. ex Stuck. (1906)
- Calamagrostis mandoniana (Wedd.) Pilg. (1913)
- Calamagrostis matsumurae Maxim. (1886)
- Calamagrostis mckiei (Vickery) Govaerts (1999)
- Calamagrostis menhoferi Govaerts (1999)
- Calamagrostis mesanthera (Vickery) Govaerts (1999)
- Calamagrostis mesathera (Vickery) Govaerts (1999)
- Calamagrostis microseta (Vickery) Govaerts (1999)
- Calamagrostis minarovii Hüseyin (1988)
- Calamagrostis minima (Pilg.) Tovar (1960)
- Calamagrostis minor (Benth.) J.M.Black (1919)
- Calamagrostis mollis Pilg. (1908)
- Calamagrostis montanensis (Scribn.) Scribn. ex Vasey (1892)
- Calamagrostis moupinensis Franch. (1887)
- Calamagrostis muiriana B.L.Wilson & Sami Gray (2002)
- Calamagrostis mulleri Luces (1953)
- Calamagrostis munroi Boiss. (1884)
- Calamagrostis nagarum (Bor) G.Singh (1984)
- Calamagrostis nardifolia (Griseb.) Hack. ex Stuck. (1906)
- Calamagrostis neesii Steud., Nomencl. Bot., ed. 2 (1840)
- Calamagrostis neocontracta Govaerts (1999)
- Calamagrostis niitakayamensis Honda (1926)
- Calamagrostis ningxiaensis D.Z.Ma & J.N.Li (1988 publ. 1990)
- Calamagrostis nitidula Pilg. (1908)
- Calamagrostis nivicola (Hook.f.) Hand.-Mazz. (1936)
- Calamagrostis nudiflora (Vickery) Govaerts (1999)
- Calamagrostis nutkaensis (J.Presl) Steud. (1854)
- Calamagrostis obtusata Trin. (1824)
- Calamagrostis ophitidis (Howell) Nygren (1954)
- Calamagrostis orbignyana (Wedd.) Pilg. (1913)
- Calamagrostis orizabae (Rupr. ex E.Fourn.) Beal (1896)
- Calamagrostis ovata (J.Presl) Steud., Nomencl. Bot., ed. 2 (1840)
- Calamagrostis ×paradoxa Lipsky (1894)
- Calamagrostis parsana (Bor) M.Dogan (1982)
- Calamagrostis parviseta (Vickery) Reeder (1950)
- Calamagrostis patagonica (Speg.) Makloskie, Rep. Princeton Univ. Exped. Patagonia (1904)
- Calamagrostis pavlovii (Roshev.) Roshev. (1931 publ. 1932)
- Calamagrostis perplexa Scribn. (1901)
- Calamagrostis petelotii (Hitchc.) Govaerts (1999)
- Calamagrostis pickeringii A.Gray (1848)
- Calamagrostis pinetorum Swallen (1950)
- Calamagrostis pisinna Swallen (1948)
- Calamagrostis pittieri Hack. (1902)
- Calamagrostis planifolia (Kunth) Trin. ex Steud., Nomencl. Bot., ed. 2 (1840)
- Calamagrostis poluninii T.J.Sørensen (1954)
- Calamagrostis polycephala Vaniot (1904)
- Calamagrostis polygama (Griseb.) Parodi, Physis (Buenos Aires) 9: 13, 41 (1928)
- Calamagrostis ×ponojensis Montell (1944)
- Calamagrostis porteri A.Gray (1862)
- Calamagrostis ×prahliana Torges, Mitth. Thüring. Bot. Vereins, n.f. (1902)
- Calamagrostis preslii (Kunth) Hitchc. (1927)
- Calamagrostis pringlei Beal (1896)
- Calamagrostis przevalskyi Tzvelev, Trudy Bot. Inst. Akad. Nauk S.S.S.R. (1968)
- Calamagrostis ×pseudodeschampsioides Tzvelev (1965)
- Calamagrostis pseudophragmites (Haller f.) Koeler (1802)
- Calamagrostis pungens Tovar (1960)
- Calamagrostis purpurascens R.Br. (1823)
- Calamagrostis purpurea (Trin.) Trin. (1824)
- Calamagrostis pusilla Reeder (1950)
- Calamagrostis quadriseta (Labill.) Spreng. (1824)
- Calamagrostis radicans Vaniot (1904)
- Calamagrostis ramonae Escalona (1988)
- Calamagrostis rauhii Tovar (1960)
- Calamagrostis recta (Kunth) Trin. ex Steud., Nomencl. Bot., ed. 2 (1840)
- Calamagrostis reflexa (Vickery) Govaerts (1999)
- Calamagrostis reitzii Swallen (1956)
- Calamagrostis ×rigens Lindgr. (1843)
- Calamagrostis rigescens (J.Presl) Scribn. (1899)
- Calamagrostis rigida (Kunth) Trin. ex Steud., Nomencl. Bot., ed. 2 (1840)
- Calamagrostis rodwayi (Vickery) Govaerts (1999)
- Calamagrostis rosea (Griseb.) Hack. (1904)
- Calamagrostis rubescens Buckley (1862 publ. 1863)
- Calamagrostis rupestris Trin. (1826)
- Calamagrostis sachalinensis F.Schmidt, Reis. Amur-Land. (1868)
- Calamagrostis sajanensis Malyschev (1961)
- Calamagrostis salina Tzvelev (1965)
- Calamagrostis scaberula Swallen (1948)
- Calamagrostis scabrescens Griseb. (1868)
- Calamagrostis scabriflora Swallen (1948)
- Calamagrostis sclerantha Hack. (1902)
- Calamagrostis sclerophylla (Stapf) Hitchc. (1936)
- Calamagrostis scopulorum M.E.Jones (1895)
- Calamagrostis scotica (Druce) Druce, List Brit. Pl. (1928)
- Calamagrostis sesquiflora (Trin.) Tzvelev (1964)
- Calamagrostis setiflora (Wedd.) Pilg. (1908)
- Calamagrostis sichuanensis J.L.Yang (1983)
- Calamagrostis sikangensis (Keng) P.C.Kuo & S.L.Lu ex J.L.Yang (1988)
- Calamagrostis sinelatior (Keng) P.C.Kuo & S.L.Lu ex J.L.Yang (1988)
- Calamagrostis smirnowii Litv. ex Petrov (1930)
- Calamagrostis spicigera (J.Presl) Steud., Nomencl. Bot., ed. 2 (1840)
- Calamagrostis spruceana (Wedd.) Hack. ex Sodiro (1889)
- Calamagrostis srilankensis Davidse (1994)
- Calamagrostis staintonii G.Singh (1984)
- Calamagrostis stenophylla Hand.-Mazz. (1936)
- Calamagrostis steyermarkii Swallen (1948)
- Calamagrostis stolizkai Hook.f. (1896)
- Calamagrostis stricta (Timm) Koeler (1802)
- Calamagrostis ×strigosa (Wahlenb.) Hartm. (1820)
- Calamagrostis subacrochaeta Nakai (1926)
- Calamagrostis ×subchalybaea Tzvelev (1965)
- Calamagrostis ×subepigeios Tzvelev (1965)
- Calamagrostis sublanceolata Honda (1926)
- Calamagrostis ×submonticola Prob. (1984)
- Calamagrostis ×subneglecta Tzvelev (1965)
- Calamagrostis suka Speg. (1896)
- Calamagrostis tacomensis K.L.Marr & Hebda (2006)
- Calamagrostis tarmensis Pilg. (1908)
- Calamagrostis tashiroi Ohwi (1930)
- Calamagrostis ×tatianae Prob. (2000)
- Calamagrostis teberdensis Litv. (1911)
- Calamagrostis teretifolia Laegaard (1998)
- Calamagrostis tianschanica Rupr. (1869)
- Calamagrostis tibetica (Bor) Tzvelev (1968)
- Calamagrostis tolucensis (Kunth) Trin. ex Steud., Nomencl. Bot., ed. 2 (1840)
- Calamagrostis ×torgesiana Hausskn., Mitth. Thüring. Bot. Vereins, n.f. (1894)
- Calamagrostis trichodonta (Wedd.) Soreng (2003)
- Calamagrostis turkestanica Hack. (1906)
- Calamagrostis tweedyi (Scribn.) Scribn. (1892)
- Calamagrostis tzvelevii Hüseyin (1988)
- Calamagrostis ×uralensis Litv. (1921)
- Calamagrostis ×ussuriensis Tzvelev (1965)
- Calamagrostis valida Sohns (1957)
- Calamagrostis varia (Schrad.) Host (1809)
- Calamagrostis ×vassiljevii Tzvelev (1965)
- Calamagrostis velutina (Nees & Meyen) Steud., Nomencl. Bot., ed. 2 (1840)
- Calamagrostis veresczaginii Zolot. (1984)
- Calamagrostis vicunarum (Wedd.) Pilg. (1908)
- Calamagrostis villosa (Chaix) J.F.Gmel. (1791)
- Calamagrostis violacea (Wedd.) Hack. (1910)
- Calamagrostis viridiflavescens (Poir.) Steud., Nomencl. Bot., ed. 2 (1840)
- Calamagrostis viridis (Phil.) Soreng (2003)
- Calamagrostis vulcanica Swallen (1953)
- Calamagrostis yanyuanensis J.L.Yang (1983)
- Calamagrostis ×yatabei Maxim. (1888)
- Calamagrostis youngii (Hook.f.) Buchanan (1880)
- Calamagrostis zenkeri (Trin.) Davidse (1994)
- Calamagrostis ×zerninensis Lüderw. (1909)